# Bahnradsport-Weltmeisterschaften 1951
Die Bahnradsport-Weltmeisterschaften 1951 fanden vom 24. bis 28. August 1951 auf der Vigorelli-Radrennbahn in Mailand statt. Insgesamt waren 27 Nationen am Start. Im Durchschnitt kamen 20.000 Zuschauer zu den Wettkämpfen, insgesamt 150.000.
Der Brite Reg Harris errang seinen vierten Weltmeistertitel im Sprint. Auf besondere Begeisterung beim Publikum stieß der Sieg von Lokalmatador Enzo Sacchi bei den Amateur-Sprintern, dessen Erfolg durch einen dritten Platz von Marino Morettini komplettiert wurde, „was einen Jubelsturm auslöste, wie er nur in Ländern der romanischen Rasse denkbar und erlebenswert ist“. Die deutsche Mannschaft war nach zwölf Jahren erstmals wieder dabei, konnte aber keine Medaille erringen.
Berichterstatter der Zeitschrift Radsport vor Ort war der Journalist Sigmund Durst. Er lobte insbesondere die technisch sehr gut ausgestattete Radrennbahn, die er als „radsportliche Musteranlage“ bezeichnete und resümierte: „... alles klappte wie am Schnürchen“. Den – wie in den Jahren zuvor – parallel stattfindenden UCI-Sommerkongress bezeichnete er als „formelle Sache“. Die Delegierten hätten einzig die Aufgabe zu repräsentieren und Bankette zu besuchen „... die es in solcher Fülle zu absolvieren gilt, dass sich der Vergleich lohnen würde, wer eigentlich die schwerere Aufgabe zu bewältigen hat: Die um Weltmeisterehren kämpfenden Rennfahrer, oder die auf die Fülle ihres Leibesumfangs bedachten Kongressisten“.
Für die rund 400 Journalisten war im Innenraum eigens eine Tribüne aufgebaut worden, wo sie allerdings – im Gegensatz zu den Zuschauern auf der überdachten Tribüne – in der Sonne saßen. Deshalb bastelten sie sich aus roten Pressemappen sowie der rosafarbenen „Gazzetta dello Sport“ Papierhelme, sehr zum Gaudium der anderen Besucher.

## Resultate der Berufsfahrer
| Disziplin                 | Platz | Land                   | Athlet                           |  |
| ------------------------- | ----- | ---------------------- | -------------------------------- |  |
| Fliegerrennen über 1000 m | 1     | Vereinigtes Königreich | Reg Harris                       |  |
|                           | 2     | Frankreich             | Jacques Bellenger                |  |
|                           | 3     | Australien             | Sydney Patterson                 |  |
| Verfolgung                | 1     | Italien                | Antonio Bevilacqua               |  |
| über 5000 m               | 2     | Schweiz                | Hugo Koblet                      |  |
|                           | 3     | Dänemark               | Kay Werner Nielsen               |  |
| Steherrennen              | 1     | Niederlande            | Jan Pronk/Frits Wiersma          |  |
| über 100 km               | 2     | Belgien                | André Leliaert/Emile Vandenbosch |  |
|                           | 3     | Frankreich             | Henri Lemoine/Arthur Pasquier    |  |

## Resultate der Amateure
| Disziplin     | Platz | Land       | Athlet            |  |
| ------------- | ----- | ---------- | ----------------- |  |
| Fliegerrennen | 1     | Italien    | Enzo Sacchi       |  |
| über 1000 m   | 2     | Australien | Russell Mockridge |  |
|               | 3     | Italien    | Marino Morettini  |  |
| Verfolgung    | 1     | Italien    | Mino De Rossi     |  |
| über 5000 m   | 2     | Belgien    | Raphaël Glorieux  |  |
|               | 3     | Italien    | Guido Messina     |  |